# Фатьяново (Вожегодский район)
Фатьяново — деревня в Вожегодском районе Вологодской области.
Входит в состав Мишутинского сельского поселения, с точки зрения административно-территориального деления — в Мишутинский сельсовет.
Расстояние по автодороге до районного центра Вожеги — 68 км, до центра муниципального образования Мишутинской — 12 км. Ближайшие населённые пункты — Ожигинская, Исаково, Дубровинская.
По переписи 2002 года население — 3 человека.